# SM UC-24
SM UC-24 – niemiecki podwodny stawiacz min z okresu I wojny światowej, dziewiąta w kolejności jednostka typu UC II. Zwodowany 4 marca 1916 roku w stoczni Blohm & Voss w Hamburgu, został przyjęty do służby w Kaiserliche Marine 17 sierpnia 1916 roku. Początkowo służył w 1. Flotylli U-Bootów Hochseeflotte. Przebazowany w 1917 roku na Morze Śródziemne został nominalnie wcielony w skład Kaiserliche und Königliche Kriegsmarine pod nazwą U-88, pływając w składzie Flotylli Pola. W trakcie służby operacyjnej okręt odbył 4 misje bojowe, podczas których zatopił 4 statki o łącznej pojemności 9815 BRT. SM UC-24 został zatopiony 24 maja 1917 roku nieopodal Cattaro, storpedowany przez francuski okręt podwodny „Circé”.

## Projekt i budowa
Sukcesy pierwszych niemieckich podwodnych stawiaczy min typu UC I, a także niedostatki tej konstrukcji skłoniły dowództwo Cesarskiej Marynarki Wojennej z admirałem von Tirpitzem na czele do działań mających na celu budowę nowego, znacznie większego i doskonalszego typu okrętów podwodnych. Opracowany latem 1915 roku projekt okrętu, oznaczonego później jako typ UC II, tworzony był równolegle z projektem przybrzeżnego torpedowego okrętu podwodnego typu UB II. Głównymi zmianami w stosunku do poprzedniej serii były: instalacja wyrzutni torpedowych i działa pokładowego, zwiększenie mocy i niezawodności siłowni oraz wzrost prędkości i zasięgu jednostki, kosztem rezygnacji z możliwości łatwego transportu kolejowego (ze względu na powiększone rozmiary).
Przyszły UC-24 zamówiony został 29 sierpnia 1915 roku jako dziewiąta jednostka z I serii okrętów typu UC II (numer projektu 41, nadany przez Inspektorat U-Bootów), w ramach wojennego programu rozbudowy floty. Został zbudowany w stoczni Blohm & Voss w Hamburgu jako jeden z 24 okrętów tego typu zamówionych w tej wytwórni. Stocznia oszacowała czas budowy okrętu na 8 miesięcy. UC-24 otrzymał numer stoczniowy 274 (Werk 274). Okręt został wodowany 4 marca 1916 roku. Koszt budowy okrętu wyniósł 1 mln 729 tys. marek.

## Dane taktyczno-techniczne
UC-24 był średniej wielkości przybrzeżnym okrętem podwodnym o konstrukcji dwukadłubowej. Długość całkowita wynosiła 49,35 metra, szerokość 5,22 m i zanurzenie 3,68 m (wykonany ze stali kadłub sztywny miał 39,3 m długości i 3,65 m szerokości). Wysokość (od stępki do szczytu kiosku) wynosiła 7,46 metra. Wyporność w położeniu nawodnym wynosiła 417 ton, a w zanurzeniu 493 tony. Jednostka miała wysoki, ostry dziób przystosowany do przecinania sieci przeciwpodwodnych; do jej wnętrza prowadziły trzy luki, zlokalizowane przed kioskiem, w kiosku i w części rufowej, prowadzący do maszynowni. Cylindryczny kiosk miał średnicę 1,4 m i wysokość 1,8 m, obudowany był opływową osłoną. Okręt napędzany był na powierzchni przez dwa 6-cylindrowe, czterosuwowe silniki Diesla MAN S6V23/34 o łącznej mocy 500 koni mechanicznych (KM), a pod wodą poruszał się dzięki dwóm silnikom elektrycznym BBC o łącznej mocy 460 KM. Dwa wały napędowe poruszające dwoma śrubami wykonanymi z brązu manganowego (o średnicy 1,9 m i skoku 0,9 m) zapewniały prędkość 11,5 węzła na powierzchni i 7 węzłów w zanurzeniu. Zasięg wynosił 9250 Mm przy prędkości 7 węzłów w położeniu nawodnym oraz 54 Mm przy prędkości 4 węzłów pod wodą. Zbiorniki paliwa mieściły 63 tony oleju napędowego, a energia elektryczna magazynowana była w dwóch bateriach akumulatorów 26 MAS po 62 ogniwa, zlokalizowanych pod przednim i tylnym pomieszczeniem mieszkalnym załogi.
Okręt miał siedem zewnętrznych zbiorników balastowych. Dopuszczalna głębokość zanurzenia wynosiła 50 metrów, a czas zanurzenia 40 s. Głównym uzbrojeniem okrętu było 18 min kotwicznych typu UC/200 w sześciu skośnych szybach minowych o średnicy 100 cm, usytuowanych w podwyższonej części dziobowej jeden za drugim w osi symetrii okrętu, pod kątem do tyłu (sposób stawiania – „pod siebie”). Układ ten powodował, że miny trzeba było stawiać na zaplanowanej przed rejsem głębokości, gdyż na morzu nie było do nich dostępu, co znacznie zmniejszało skuteczność okrętów. Uzbrojenie uzupełniały dwie zewnętrzne wyrzutnie torped kalibru 500 mm (umiejscowione powyżej linii wodnej na dziobie, po obu stronach szybów minowych), jedna wewnętrzna wyrzutnia torped kal. 500 mm na rufie (z łącznym zapasem 7 torped) oraz umieszczone przed kioskiem działo pokładowe kal. 88 mm L/30, z zapasem amunicji wynoszącym 130 naboi. Okręt wyposażony był w dwa peryskopy Zeissa: wachtowy i bojowy oraz radiostację z podnoszonym masztem o wysokości 10 metrów. Wyposażenie uzupełniała kotwica grzybkowa o masie 272 kg . Załoga okrętu składała się z 3 oficerów oraz 23 podoficerów i marynarzy.

## Przebieg służby
SM UC-24 został wcielony do służby w Kaiserliche Marine 17 sierpnia 1916 roku. Tego dnia pierwszym i jedynym dowódcą U-Boota mianowany został por. mar. Kurt Willich, a okręt włączono do 1. Flotylli U-Bootów Hochseeflotte w dniu 13 listopada. 24 grudnia okręt postawił pełny ładunek 18 min pod Hartlepool, jednak nie zatonęła na nich żadna jednostka.
Na początku 1917 roku podjęto decyzję o skierowaniu okrętu na Morze Śródziemne. Okręt wyruszył z Helgolandu 31 stycznia i podczas tego długiego rejsu odniósł swoje pierwsze wojenne sukcesy. Z dniem 1 lutego, rozkazem szefa sztabu admiralicji niemieckiej z 12 stycznia tego roku, U-Booty należące do czterech flotylli Hochseeflotte, Flotylli Flandria i Flotylli Pola rozpoczęły nieograniczoną wojnę podwodną. 4 lutego, 60 Mm na południowy zachód od Ouessant załoga UC-24 zatrzymała i zatopiła norweski parowiec „Solbakken” (2616 BRT), płynący z ładunkiem pszenicy z Buenos Aires do Cherbourga, na którego pokładzie zginęło 15 członków załogi. 6 lutego ofiarą okrętu padły kolejne dwa norweskie parowce: „Havgard” (1279 BRT), płynący z ładunkiem orzeszków ziemnych z Rufisque do Dunkierki, który został zatrzymany i zatopiony po zdjęciu załogi 70 Mm na północny wschód od Cabo Villano (A Coruña) oraz zbudowany w 1889 roku „Ellavore” (2733 BRT), przewożący owoce i wino na trasie Walencja – Londyn, który bez strat w ludziach został zatopiony 35 Mm na północ od Przylądka Vilan.
Po przebyciu Cieśniny Gibraltarskiej UC-24 dotarł 21 lutego do Cattaro, gdzie włączono go w skład Flotylli Pola. Okręt nominalnie wcielono do K.u.K. Kriegsmarine pod nazwą U-88, jednak załoga pozostała niemiecka.
11 lipca 1917 roku na minę postawioną wcześniej przez UC-24 wszedł zbudowany w 1906 roku włoski parowiec „Siracusa” (3187 BRT), płynący z Mombasa do Genui, który zatonął u wejścia do Cieśniny Mesyńskiej.
Wiadomość o ostatnim sukcesie nie dotarła nigdy na pokład UC-24, gdyż 24 maja 1917 roku o godzinie 11.20 nieopodal Cattaro (na pozycji 42°09′N 18°23′E/42,150000 18,383333) wychodzący w morze okręt został storpedowany przez francuski okręt podwodny „Circé”, pomimo eskorty dwóch austro-węgierskich torpedowców. Z 26-osobowej załogi uratowali się jedynie por. Wulle i mar. Scharschmidt, wyłowieni przez torpedowiec Tb 89 F.

## Podsumowanie działalności bojowej
SM UC-24 wykonał łącznie 4 patrole wojenne, podczas których za pomocą min oraz działa pokładowego zatopił 4 jednostki o łącznym tonażu 9815 BRT. Na pokładach zatopionych jednostek zginęło co najmniej 15 osób (wszystkie na norweskim parowcu „Solbakken”).Pełne zestawienie strat przedstawia poniższa tabela:
| Data          | Nazwa       | Państwo    | Tonaż      | Los jednostki |
| ------------- | ----------- | ---------- | ---------- | ------------- |
| 4 lutego 1917 | „Solbakken” | Norwegia   | 2616       | zatopiony     |
| 6 lutego 1917 | „Ellavore”  | Norwegia   | 2733       | zatopiony     |
| 6 lutego 1917 | „Havgard”   | Norwegia   | 1279       | zatopiony     |
| 11 lipca 1917 | „Siracusa”  | Włochy     | 3187       | zatopiony     |
| RAZEM         | RAZEM       | zatopione: | zatopione: | 4             |